# مشاعل الزنكوي
مشاعل الزنكوي (23 نوفمبر 1977 -)، مذيعة وممثلة كويتية.

## عن حياتها
حاصلة على بكالوريوس علوم سياسية، بدايتها كانت خلال تقديم البرامج في تلفزيون الكويت. عرض عليها المشاركة كممثلة في مسرحية «حلم العملاق» بعام 2002، ومن بعدها اعجبها التمثيل واكتشفت حينها وجود الموهبة التمثيلية لديها. وكانت انطلاقتها خلال دور «رانيا» ابنة الوزير الدلوعة خلال مسلسل «عديل الروح» الذي عرض في شهر رمضان لعام 2005. ونجحت من خلال دور الشر بشخصية «بشاير» في مسلسل «أم البنات» بعام 2009 إلى جانب سعاد عبد الله وغانم الصالح. وعلى رغم نجاحها بهذه الأعمال إلا أنها فضلت التفرغ لتقديم البرامج والإبتعاد عن التمثيل.

### حياتها الأسرية
تزوجت عام 2005 من المنتج مصعب الفيلكاوي وفي أغسطس 2006 أنجبت منه إبنه واحدة اسمها «الجود». إلى إنها انفصلت عنه في عام 2008. ثم تزوجت مرة أخرى وفي 2013 وأنجبت إبنتها الثانية «الشموخ».

## أعمالها

### من المسلسلات
| سنة الإنتاج | اسم المسلسل                       | الشخصية |
| ----------- | --------------------------------- | ------- |
| 2003        | قرقيعان - برنامج كوميدي           |         |
| 2004        | أحلام طواش                        |         |
| 2005        | البوية                            | مشاعل   |
| 2005        | عديل الروح                        | رانيا   |
| 2006        | شمس ونهار                         | المها   |
| 2007        | عقاب                              |         |
| 2008        | دار الهوا                         | أماني   |
| 2009        | سدرة البيت                        |         |
| 2009        | أم البنات                         | بشاير   |
| 2010        | الساكنات في قلوبنا - الجزء الثالث |         |
| 2012        | بين الماضي والحب                  | مروة    |

### من المسرحيات
| سنة الإنتاج | المسرحية                | الشخصية |
| ----------- | ----------------------- | ------- |
| 2002        | حلم العملاق             |         |
| 2004        | صح النوم يا عرب         |         |
| 2006        | يبيله ديجيتال           |         |
| 2006        | ولد الوالي والحمالي     |         |
| 2006        | مولود في حبة فياغرا     |         |
| 2008        | شاهة ومزنة أختين وبختين |         |
| 2009        | الساحرة وحنين والتنين   |         |

### من الأفلام
| سنة الإنتاج | الفيلم        | الشخصية |
| ----------- | ------------- | ------- |
| 2004        | شباب كول      |         |
| 2008        | إعلان حالة حب |         |

### تقديم البرامج
- بيتك.
- صيفكم حلو ويانا.[2]
- استراحة المنوعات.[2]
- مساء الخير يا كويت.
- جاليري.
- هدا هدا.
- يوم البحار.
- نجم على الهواء (قناة فنون).